# Dillon Simon
Dillon Simon Jr. (Roseau, 5 marzo 1995) è un pesista e discobolo dominicense.

## Biografia
Simon debutta internazionalmente tra gli allievi nel 2009 ai Mondiali allievi di Bressanone. Ha gareggiato nel campionato statunitense, ingaggiato dall'University of Maryland Eastern Shore. In campo seniores ha partecipato a due edizioni dei Giochi panamericani e dei Giochi del Commonwealth.

## Palmarès
| Anno | Manifestazione                   | Sede          | Evento           | Risultato | Prestazione | Note  |
| ---- | -------------------------------- | ------------- | ---------------- | --------- | ----------- | ----- |
| 2009 | Mondiali allievi                 | Bressanone    | Getto del peso   | 10º       | 18,15 m     |       |
| 2010 | Giochi CARIFTA U20               | George Town   | Getto del peso   | 5º        | 16,42 m     |       |
| 2010 | Giochi CARIFTA U20               | George Town   | Lancio del disco | 5º        | 49,43 m     |       |
| 2010 | Campionati CAC juniores          | Santo Domingo | Getto del peso   | 7º        | 16,57 m     |       |
| 2010 | Campionati CAC juniores          | Santo Domingo | Lancio del disco | 5º        | 50,14 m     |       |
| 2011 | Giochi CARIFTA U20               | Montego Bay   | Getto del peso   | 6º        | 15,84 m     |       |
| 2011 | Giochi CARIFTA U20               | Montego Bay   | Lancio del disco | 6º        | 48,26 m     |       |
| 2011 | Campionati panamericani juniores | Miramar       | Getto del peso   | 7º        | 16,95 m     | [ 2 ] |
| 2011 | Campionati panamericani juniores | Miramar       | Lancio del disco | 10º       | 42,67 m     | [ 2 ] |
| 2013 | Campionati CAC                   | Morelia       | Lancio del disco | 5º        | 49,36 m     |       |
| 2014 | Campionati OECS                  | Basseterre    | Getto del peso   | Oro       | 18,18 m     |       |
| 2014 | Giochi del Commonwealth          | Glasgow       | Getto del peso   | 7º        | 18,66 m     |       |
| 2015 | Giochi panamericani              | Toronto       | Getto del peso   | 7º        | 19,55 m     |       |
| 2015 | Giochi panamericani              | Toronto       | Lancio del disco | Finale    | nm          |       |
| 2015 | Campionati NACAC                 | San José      | Salto in alto    | 4º        | 18,69 m     |       |
| 2015 | Campionati NACAC                 | San José      | Lancio del disco | 4º        | 55,70 m     |       |
| 2016 | Campionati OECS                  | Road Town     | Getto del peso   | Oro       | 18,85 m     |       |
| 2018 | Giochi del Commonwealth          | Gold Coast    | Getto del peso   | 10º       | 18,44 m     |       |
| 2019 | Giochi panamericani              | Lima          | Getto del peso   | Finale    | nm          |       |